# Херманплац (станция метро, линия U8)
«Херманплац» (нем. Hermannplatz) — станция Берлинского метрополитена. Расположена на линии U8 между станциями «Шёнлайнштрассе» (нем. Schönleinstraße) и «Боддинштрассе» (нем. Boddinstraße). Станция находится в районе Берлинa Нойкёльн, расположена на площади Херманплац и имеет пересадку на одноименную станцию линии U7.

## История
Станция открыта 17 июля 1927 года в составе участка «Шёнлайнштрассе» — «Боддинштрассе». На станции впервые в истории Берлинского метрополитена были установлены эскалаторы.

## Архитектура и оформление
Трехпролётная колонная станция мелкого заложения, архитекторы — Альфред Гренандер и Альфред Фезе. Вместе с одноимённой станцией линии U7 образует единый архитектурный ансамбль. Длина платформы составляет 130 метров. Путевые стены отделаны жёлтым и серо-зелёным кафелем, два ряда колонн — жёлтым кафелем. На станции два выхода — в центре и в северном торце платформы. Раньше на станции был также южный выход, который в настоящее время закрыт. К северу от станции находится служебная соединительная ветвь на линию U7.